# Joanna Nowicka
Joanna Nowicka, z domu Kwaśna (ur. 25 lipca 1966 w Kołobrzegu) – polska łuczniczka sportowa. Brązowa medalistka olimpijska z Atlanty (1996) w drużynie i uczestniczka igrzysk olimpijskich (1988, 1992, 2000).
Córka Antoniego i Heleny (z domu Stefańskiej). Zaczęła interesować się łucznictwem w szkole podstawowej, zaś jej talent sportowy dostrzegł trener Stanisław Stuligłowa, którego wychowanką została. Reprezentowała miejscowe kluby Kotwica Kołobrzeg i Mewa Kołobrzeg. W 1983 roku ukończyła Szkołę Zawodową Kucharstwa i Garmażerii w Kołobrzegu, z zawodu została kucharką. 
Przez wiele lat była czołową polską łuczniczką zdobywając siedem indywidualnych tytułów mistrzyni Polski (1987-1989, 1991, 1992, 1995, 1997) oraz odnosząc sukcesy na arenie międzynarodowej. Zadebiutowała na igrzyskach olimpijskich 1988 w Seulu, gdzie indywidualnie zajęła miejsce 16., zaś wraz z drużyną (w składzie Nowicka, Joanna Helbin i Beata Iwanek-Rozwód) miejsce 10. Cztery lata później w Barcelonie indywidualnie była 10., zaś drużynowo 16. (w składzie Nowicka, Iwona Okrzesik-Kotajny i Edyta Korotkin-Adamowska). W 1996 roku, wraz z reprezentacją Polski w składzie Nowicka, Katarzyna Klata, Iwona Dzięcioł zdobyła brązowy medal olimpijski. Na tych samych igrzyskach indywidualnie zajęła 11. lokatę. Jej ostatni występ olimpijski miał miejsce w Sydney, gdzie indywidualnie zajęła 8. miejsce, zaś wraz z drużyną 11 (w składzie Nowicka, Agata Bulwa i Anna Łęcka-Dobrowolska). 
W 1996 roku została odznaczona przez prezydenta Aleksandra Kwaśniewskiego Srebrnym Krzyżem Zasługi „za wybitne osiągnięcia sportowe”.
Ma męża Piotra i córkę Aleksandrę (ur. 1993). Po zakończeniu kariery sportowej zajęła się szkoleniem młodzieży i zamieszkała w Kołobrzegu.

## Osiągnięcia
Igrzyska olimpijskie
- drużynowo (1996)

Mistrzostwa Europy
- indywidualnie (1992)[12]

Mistrzostwa Polski
- indywidualnie (1987, 1988, 1989, 1991, 1992, 1995, 1997)

## Odznaczenia
- Srebrny Krzyż Zasługi – 2 września 1996